# Борн, Грейсон
Грейсон Хью Борн (англ. Grayson Hugh Bourne) — британский гребец-байдарочник, выступал за сборную Великобритании в начале 1980-х — середине 1990-х годов. Участник пяти летних Олимпийских игр, чемпион мира, победитель многих регат национального и международного значения.

## Биография
Проходил подготовку в каноэ-клубе города Вейбриджа, позже состоял в Королевском каноэ-клубе в Лондоне.
Первого серьёзного успеха на взрослом международном уровне добился в 1980 году, когда попал в основной состав британской национальной сборной и благодаря череде удачных выступлений удостоился права защищать честь страны на летних Олимпийских играх в Москве — в зачёте одиночных байдарок на дистанции 500 метров дошёл до стадии полуфиналов, где финишировал четвёртым. Четыре года спустя выступил на Олимпиаде в Лос-Анджелесе, в программе четырёхместных байдарок на дистанции 1000 метров сумел пробиться в финал и в решающем заезде показал пятый результат, немного не дотянув до призовых позиций. Ещё через четыре года, будучи одним из лидеров гребной команды Великобритании, благополучно прошёл квалификацию на Олимпийские игры в Сеуле — стартовал в двойках на пятистах метрах, остановившись на стадии полуфиналов и став там шестыми.
После сеульской Олимпиады Борн остался в основном составе национальной команды Великобритании и продолжил принимать участие в крупнейших международных регатах. Так, в 1989 году он побывал на чемпионате мира в болгарском Пловдиве, откуда привёз награду серебряного достоинства, выигранную вместе с Айваном Лоулером в двойках в гонке на 10000 метров — лучше них финишировал только венгерский экипаж Аттилы Абрахама и Шандора Ходоши. В следующем сезоне с тем же Лоулером в той же дисциплине одолел всех соперников на мировом первенстве в польской Познани и завоевал тем самым золотую медаль. Как лидер британской команды отправился представлять страну на Олимпийских играх в Барселоне — на сей раз они с Лоулером в двойках на пятистах метрах заняли в полуфинале седьмое место, вновь не добравшись до финала.
Последний раз Грейсон Борн выступал на крупных международных соревнованиях в 1996 году, когда прошёл отбор на Олимпийские игры в Атланте. Стартовал здесь в двойках на тысяче метрах в паре с Полом Дарби-Доуменом и в итоге финишировал в полуфинале девятым. Вскоре по окончании этой Олимпиады принял решение завершить карьеру профессионального спортсмена, уступив место в сборной молодым британским гребцам.